# پیپا من
پیپا من (زاده ۱۱ اوت ۱۹۸۳) یک راننده خودروی مسابقه ای اهل بریتانیا است که در حال حاضر در سری مسابقات نوربرگ‌رینگ لانگسترکن  رقابت می کند. او همچنین در سری ایندی‌کار شرکت کرده است. او در لندن، انگلستان متولد شده است.
پیپا من اولین زن بریتانیایی تاریخ شد که برای حضور در مسابقه ایندیاناپلیس ۵۰۰ سال ۲۰۱۱ واحد شرایط میشود.

## حرفه ورزشی

### فرمول رنو
پیپا کار خود را در سال ۲۰۰۳، پس از امضای قراردادی سه مسابقه ای با تیم مانور موتوراسپورت برای مسابقه دادن در سری مسابقات زمستانی قهرمانی فرمول رنو بریتانیا آغاز کرد.
او در سال ،۲۰۰۴ او با تیم جی‌وی‌ای (JVA) قرارداد امضا کرد و یک فصل کامل را در این مسابقات حضور پیدا کرد. او همچنین در مسابقات فرمول رنو اروپا نیز شرکت کرد.
در سال ۲۰۰۵، او قراردادی دو ساله برای رانندگی برای تیم کامتک ریسینگ در فرمول رنو یوروکاپ و همچنین مسابقه در سری فرمول رنو ۲.۰ فرانسه در آن سال امضا کرد. 
در سال ۲۰۰۶، او در مسابقات قهرمانی فرمول رنو ۲.۰ بریتانیا و همچنین یوروکاپ دوباره برای تیم مسابقه کامتک ریسینگ شرکت کرد و همکاری با جان بارنت و مرداک کاکبرن را ادامه داد.

### ایندی لایت
پیپا برای رانندگی برای تیم پنتر ریسینگ در سری مسابقات ایندی لایت در سال۲۰۰۹، سری مسابقات پایه و توسعه‌دهنده ایندی‌کار، قرارداد امضا کرد. 
در طول اولین فصل خود با تیم پنتر ریسینگ، پیپا یک بار بین ۱۵ نفر برتر و چند بار بین ده نفر برتر را به دست اورد. با این حال بعد از تصمیم برای منحل شدن تیم پنتر ایندی لایت ریسینگ او را بدون تیم کرد. 
در دسامبر ۲۰۰۹، پس از تصمیم گیری برای ماندن در مسابقات ایندی‌کار و ایندیاناپولیس و یافتن جایی در تیم دیگری، پیپا تایید کرد که به تیم سم اشمیت موتوراسپورت برای سری ایندی لایت فصل ۲۰۱۰ خواهد رفت. در سال ۲۰۱۰، او با رانندگی برای این تیم تبدیل به اولین زنی شد که در یک مسابقه در ایندیاناپولیس موتور اسپیدوی موفق به کسب پول پوزیشن  می شد،  او اولین برد خود را در این مسابقات در مسابقه کنتاکی اسپیدوی به دست آورد.

### ایندی‌کار
در ۱ مارس ۲۰۱۱، پیپا برای تیم کانکوئیست ریسینگ تستی را برای مسابقات ایندی‌کار مستقر در ایندیاناپلیس در تگزاس موتور اسپیدوی تکمیل کرد.  در ۱۹ آوریل، اعلام کرد که با خودرو شماره ۳۶ برای تیم کانکوئست ریسینگ در ایندیاناپلیس ۵۰۰ سال ۲۰۱۱ رانندگی خواهد کرد .  روز یکشنبه، ۲۲  می، پیپا من برای مسابقات ایندیاناپولیس ۵۰۰ فصل ۲۰۱۱ رتبه ۳۲ را کسب کرد و اولین زن بریتانیایی شد که توانسته است برای مسابقه ایندی ۵۰۰ واجد شرایط شود. در طول مسابقه، او با وجود یک مشکل مکانیکی در تامین آب داخل مخزن خود که باعث کم آبی شدید بدنش شد در پایان مسابقه  ۱۲ رده را از دست داد و در جایگاه بیستم قرار گرفت.  او برای این مسابقه توسط آرماندو مونتلونگو، ستاره سابق برنامه تلویزیونی "فلیپ دیس هووس" حمایت مالی می شد. 
در ۱۳ آگوست ۲۰۱۱، در طی آخرین روز تمرین مسابقه ایندی ۲۲۵ در نیوهمپشایر، پیپا من دچار تصادف شد و از ناحیه مهره‌های گردنی دچار شکستگی شد، اما با بهبودی سریع او در ۲ اکتبر در کنتاکی ایندی ۳۰۰ حاضر بود و مسابقه داد.

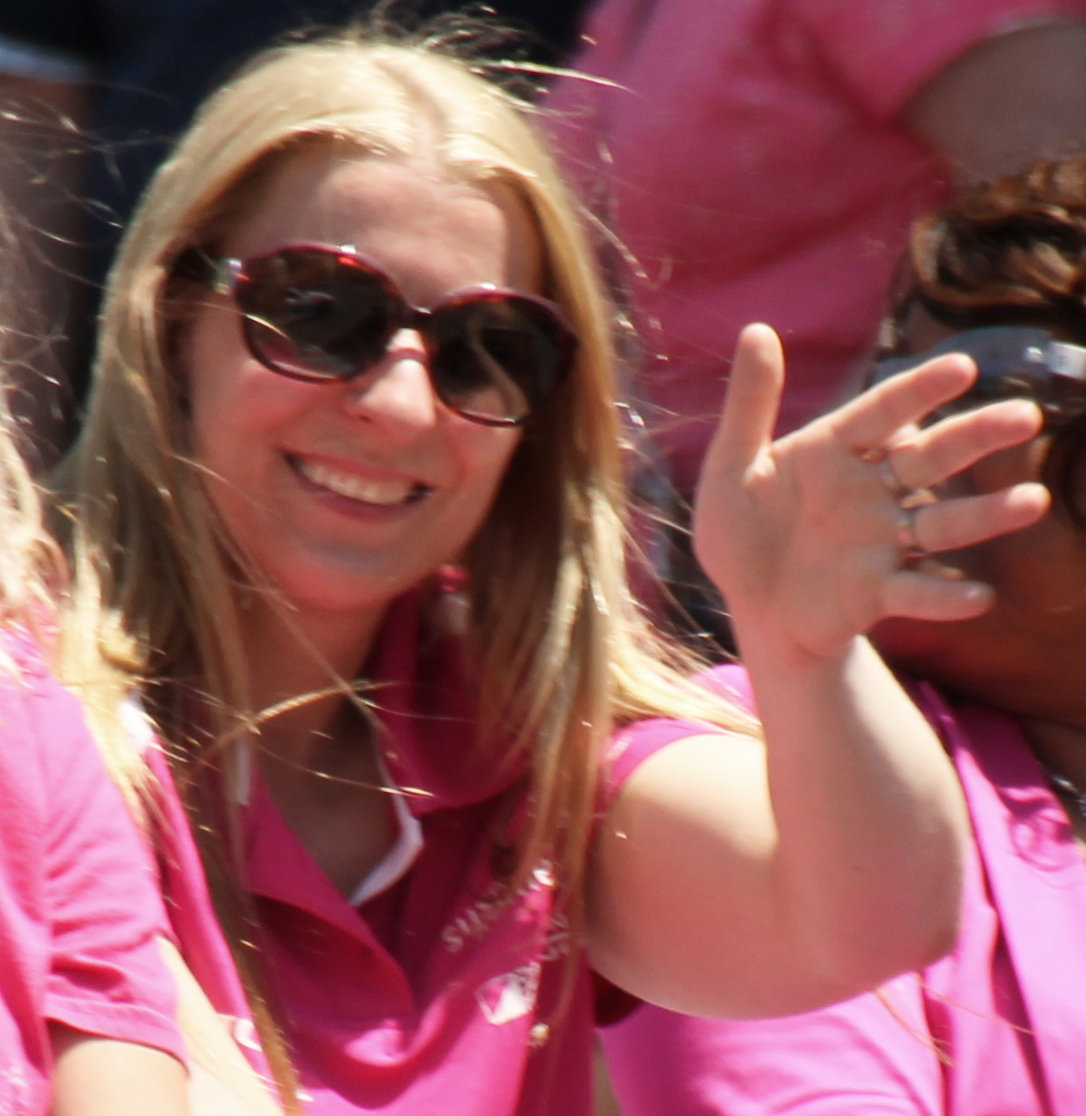
پیپا من در ایندیاناپولیس ۵۰۰ فصل ۲۰۱۵

در ۱۶ اکتبر ۲۰۱۱، پیپا در یک تصادف زنجیره ای که ۱۵ اتومبیل در جاده سرعتی موتور لاس وگاس دچار حادثه شده بودن دوار جراحاتی شد. او که دچار سوختگی شدید از ناحیه انگشت کوچک راست خود شده بود با آمبولانس زمینی به فرودگاه دانشگاه پزشکی مرکز نوادای جنوبی منتقل شد، جایی که برای درمان بستری شد و روز بعد از فرودگاه دانشگاه پزشکی مرکز نوادای جنوبی مرخص شد و در انتظار جراحی بعدی بود. این تصادف جان برنده دو دوره ایندیاناپولیس ۵۰۰ دن ولدون را گرفت و همچنین جی آر هیلدبراند را به خاطر ضربه شدید در قفسه سینه و کبودی در این ناحیه به بیمارستان فرستاد. 
در سال ۲۰۱۳، پیپا من در ایندیاناپولیس ۵۰۰ شرکت کرد و خودرو شماره ۱۸ تیم دیل کوین ریسینگ رانندگی کرد. این دومین شروع او در  مسابقه ایندی ۵۰۰ و اولین بار با این تیم بود. سیکلوپ گیر، متعلق مایک کرائوس بود، که در این مسابقه با تیم دیل کوین ریسینگ برای این رویداد ادغام شده بود. در سال ۲۰۱۳، پیپا در نود و هفتمین ایندیاناپولیس ۵۰۰ تاریخ، مسابقه را از رده ۳۰ (از ۳۳) به پایان رساند و ۴۶ دور از ۲۰۰ دور مسابقه را تکمیل کرد.  او همچنین برای حضور در ۳ مسابقه در پیست های بیضی شکل دیگر با سیکلوپ گیر و دیل کوین ریسینگ قرارداد امضا کرد. 

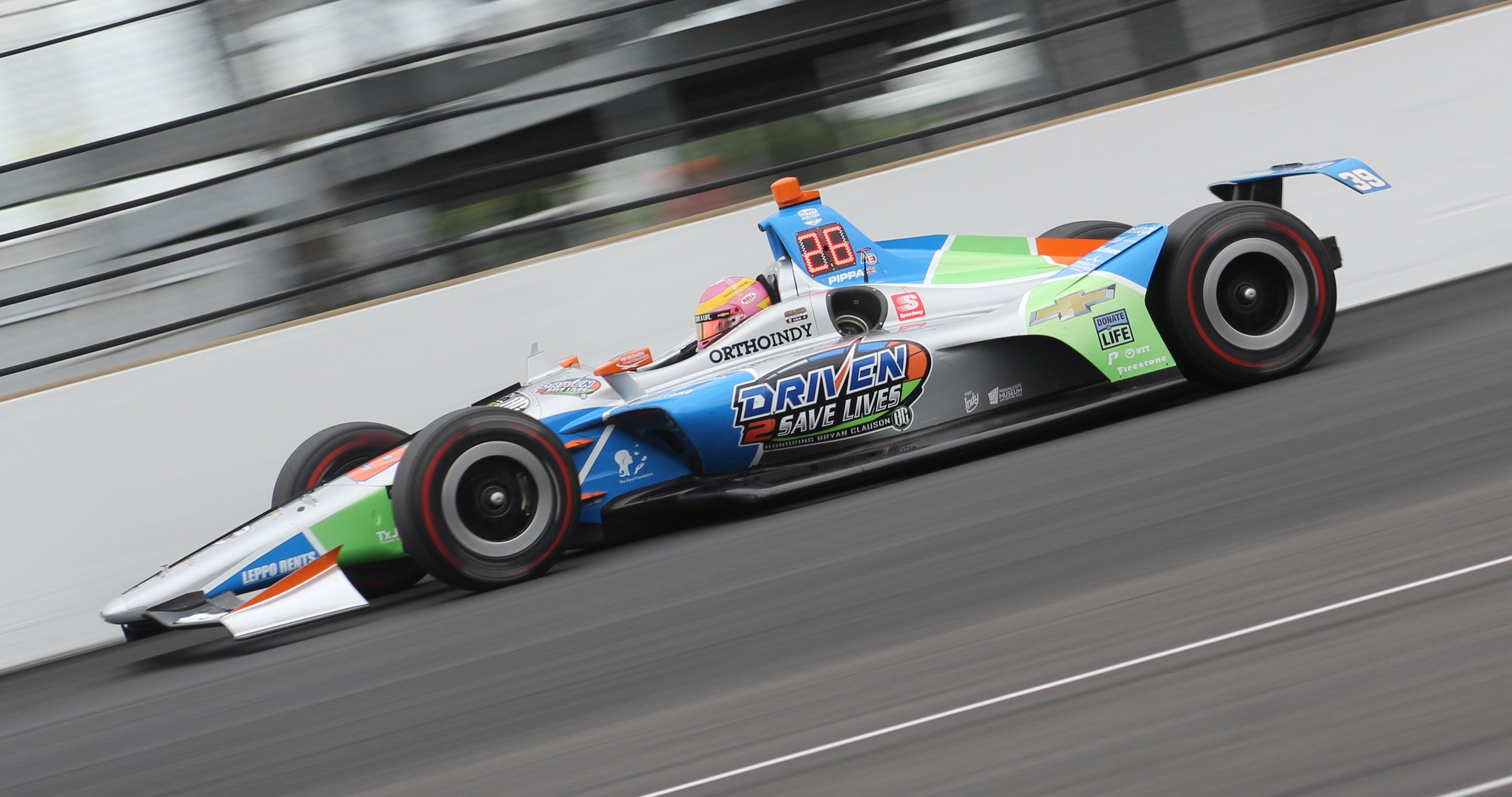
پیپا من در حال رانندگی در ایندیاناپولیس ۵۰۰ فصل ۲۰۱۹

## زندگی شخصی
در دسامبر سال ۲۰۱۳، پیپا با رابرت گو، مهندس شرکت خودروسازی اشمیت پترسون که استراتژیست سابق راننده دنیای موتوراسپورت جیمز هینچکلیف بود، ازدواج کرد. 

## نتایج مسابقات

#### ایندیاناپولیس ۵۰۰
| سال  | شاسی  | موتور | شروع  | پایان | تیم                   |
| ---- | ----- | ----- | ----- | ----- | --------------------- |
| ۲۰۱۱ | دلارا | هوندا | ۳۲    | ۲۰    | کانکوئست ریسینگ       |
| ۲۰۱۳ | دلارا | هوندا | ۳۰    | ۳۰    | دیل کوین ریسینگ       |
| ۲۰۱۴ | دلارا | هوندا | ۲۲    | ۲۴    | دیل کوین ریسینگ       |
| ۲۰۱۵ | دلارا | هوندا | ۲۵    | ۲۲    | دیل کوین ریسینگ       |
| ۲۰۱۶ | دلارا | هوندا | ۲۵    | ۱۸    | دیل کوین ریسینگ       |
| ۲۰۱۷ | دلارا | هوندا | ۲۸    | ۱۷    | دیل کوین ریسینگ       |
| ۲۰۱۸ | دلارا | هوندا | ع.ص.ا | ع.ص.ا | دیل کوین ریسینگ       |
| ۲۰۱۹ | دلارا | شورلت | ۳۰    | ۱۶    | کلاوسون-مارشال ریسینگ |

## حامیان
پیپا من توسط با هلمتز، سیکلوپ گیر،  گروه مومنتوم، هینچمن ریسینگ، ارتئوندی،  دیل کوین ریسینگ حمایت مالی می شود. 